# Aurel Șunda
Aurel Șunda (n. 14 octombrie 1957, Timișoara) este un fost fotbalist român, actualmente antrenor. El a antrenat echipe precum CFR Cluj, ACS Poli Timișoara, CS Jiul Petroșani, FC Brașov, FC Ceahlăul Piatra Neamț, Unirea Alba Iulia. A reușit trei promovări istorice cu Unirea Alba Iulia ,CFR Cluj și UMT Timișoara din Liga a II-a, în Liga I.

## Cariera de jucător
Șunda a acumulat 208 jocuri pe prima scenă a țării și a înscris 8 goluri cu Politehnica Timișoara. A mai jucat la CFR Tm ,Progresu Tm și UMT .1975-1976 Poli Tm.1976-1979 CFR Tm ,1979-1989 Poli Tm,1989-1991Progresu Tm ,1991-1992 UMT.

## Palmares

### Ca jucător
- Cupa României: 1979-1980, 1982-1983(în finală) 1983-1984(în finală)
- Liga I: 1979-1989Politehnica Timișoara.6 jocuri în Cupa Cupelor.

### Ca antrenor
- Promovări:2000 UMT div A ,2002 Unirea Alba Iulia div A,2004 CFR Cluj div A ,A mai promovat cu UMT divB și Poli Tm div A(secund)   Cupa UEFA Intertoto 2004 cu CFR Cluj.